# Вальпеллін
Вальпеллін (фр. Valpelline) — муніципалітет в Італії, у регіоні Валле-д'Аоста.
Вальпеллін розташований на відстані близько 610 км на північний захід від Рима, 11 км на північ від Аости.
Населення — 659 осіб (2014).
Щорічний фестиваль відбувається 27 липня. Покровитель — Святий Пантелеймон.

## Демографія
Населення за роками:

Станом на 1 січня 2023 року в муніципалітеті офіційно проживав 31 іноземець з 13 країн, серед них 5 громадян країн Євросоюзу та 1 громадянин України.

## Сусідні муніципалітети
- Дуе
- Олломон
- Ояс
- Кар
- Руазан
- Сен-Кристоф